# 行政院新聞局
行政院新聞局（簡稱新聞局）是中華民國行政院已裁撤的附屬機關，具有部會級地位，成立於1947年5月2日，組織架構後隨政府遷台而有所調整。其主要負責行政院的公共關係、政策宣傳、形象推廣、政府發言等工作，因而有「政府化妝師」之別稱，並曾負有協助大眾傳播產業發展的事務。因配合行政院組織改造，其於2012年5月20日裁撤，改為在行政院本部內的發言人辦公室（今行政院新聞傳播處）。

## 歷史

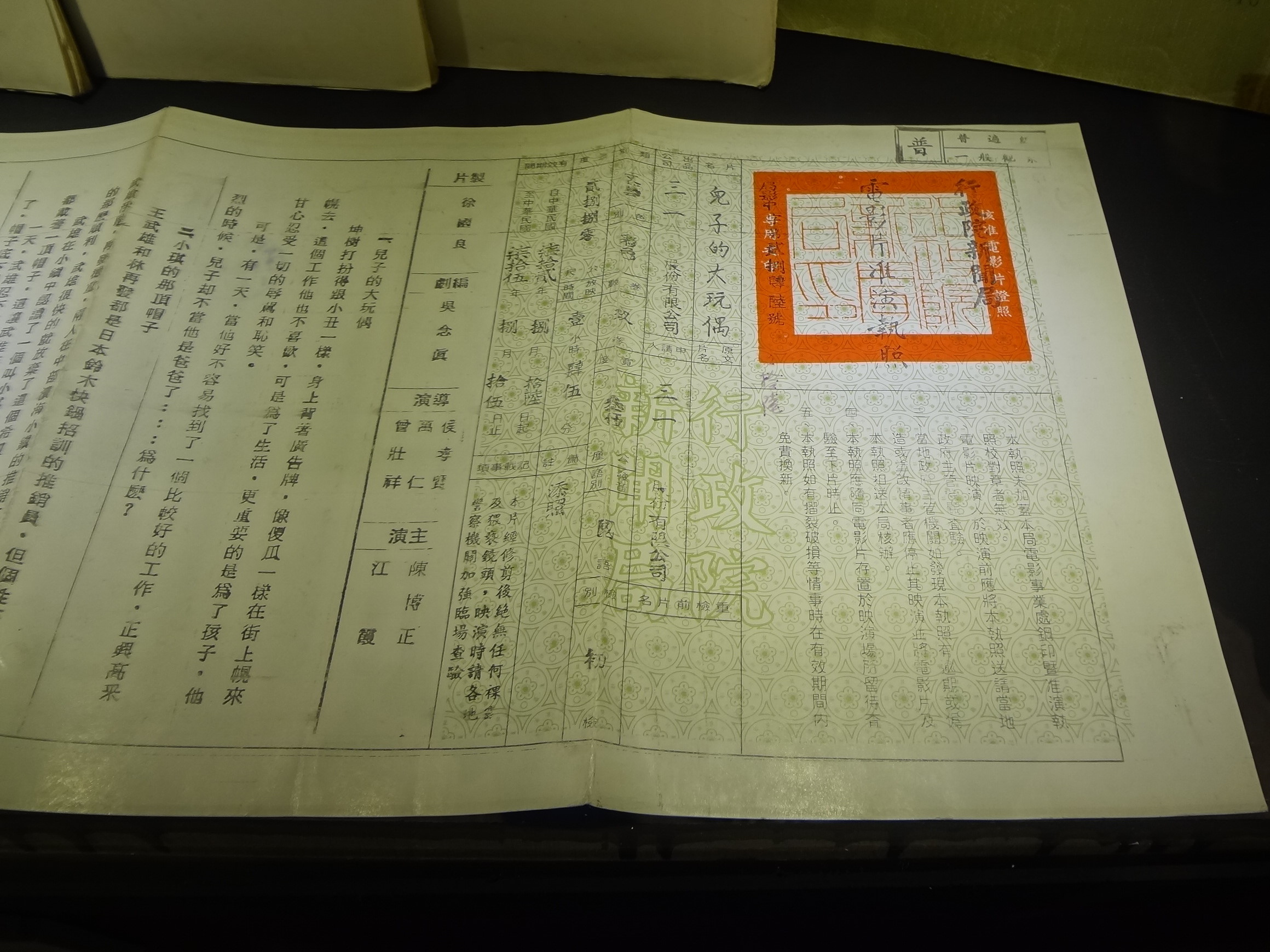
1983年行政院新聞局電影片准演執照

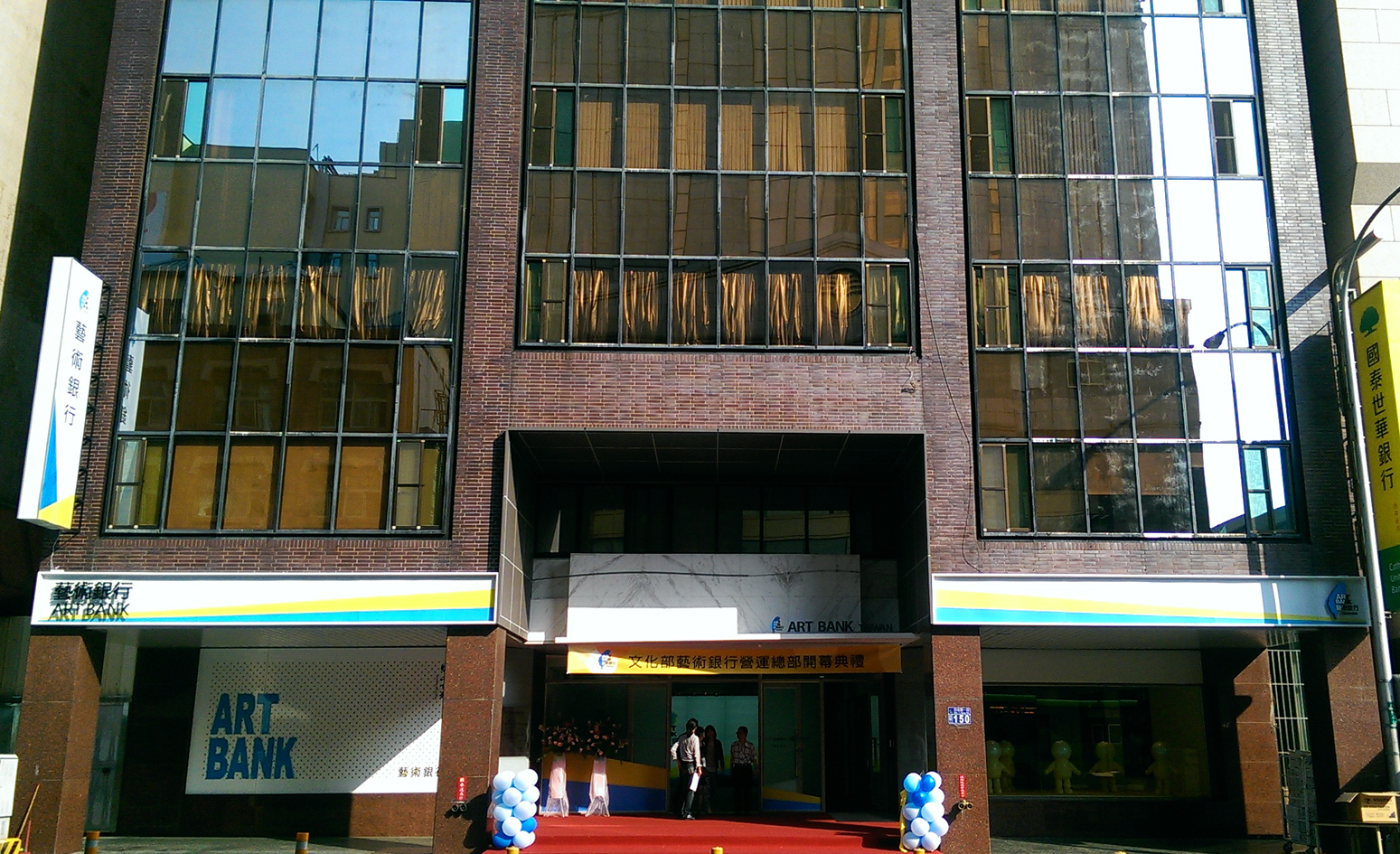
原行政院新聞局地方新聞處

- 1947年5月2日，「行政院新聞局」在南京市新街口國貨大樓成立，下設第一處、第二處、第三處，分別掌理國內宣導、國際宣導、傳播業輔導及新聞分析事項。原國民政府軍事委員會下屬出版社「青年軍出版社」由新聞局接管，更名為「新中國出版社」，當時主要工作為出版《建國青年半月刊》、《文化情報週刊》、《軍中文摘》及《中國畫報》等刊物。
- 1949年3月21日，總統令，修正公布《行政院組織法》第三條及第五條，將行政院所屬各單位歸併為8部2會1處。4月5日，經行政院第52次會議通過，在行政院秘書處設新聞處。4月25日，新聞處隨同中央政府遷至廣州市辦公。12月7日，中央政府再遷台，於台北市辦公。
- 1950年3月，行政院改組，裁撤新聞處。4月24日，行政院令，成立「行政院發言人辦公室」負責政府新聞發佈事宜，前新聞局局長沈昌煥為發言人，辦公室設在臺北市忠孝西路10號沈昌煥宅。

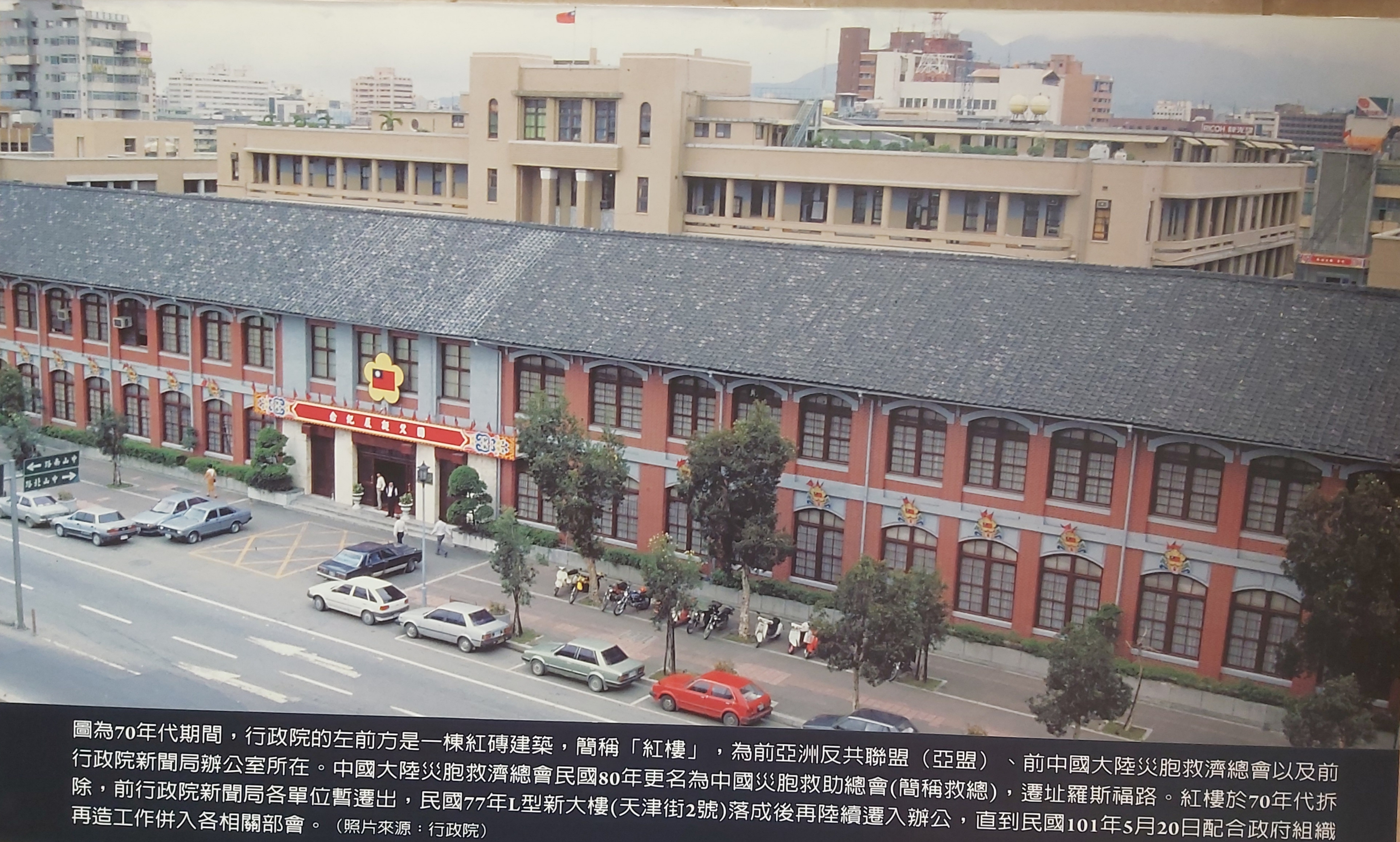
臺北市忠孝東路一段3號紅樓

- 1954年1月1日，為因應國內外情勢變遷之需要，行政院恢復「行政院新聞局」原有建制，辦公室設在向民間人士廖先生租用的臺北市寶慶路5號2至3樓。《行政院新聞局組織條例》雖然在1955年及1958年再作了兩次修正，下設三處的規模並未改變。臺灣省政府新聞處與臺灣省政府社會處遷往臺中市後，行政院同意將該兩單位原使用之臺北市忠孝東路一段3號紅樓（行政院中央大樓前）1樓撥予新聞局使用，2樓則撥予亞洲人民反共聯盟（亞盟）及中國大陸災胞救濟總會（救總）設辦公室；嗣後亞盟及救總另遷新址，新聞局業務亦有所擴增，行政院遂將臺北市忠孝東路一段3號紅樓全部撥交新聞局使用。
- 1962年8月30日，行政院會議決定以新聞局為電視事業主管機關。
- 1967年11月10日，教育部成立教育部文化局，主管文化藝術、廣播、電視與電影相關事務。
- 1968年12月，新聞局改組，下設國內宣傳處、國際宣傳處、資料編譯處、視聽資料室、聯絡室等業務單位。
- 1973年7月31日，教育部文化局裁撤，原屬內政部、教育部及其他有關機關之大眾傳播事業的輔導與管理業務劃歸新聞局主管，新聞局增設出版事業處、電影事業處、廣播電視事業處。
- 1976年1月，《光華畫報》創刊（後改為《光華雜誌》），由新聞局下屬單位「光華畫報雜誌社」發行，首任總編輯為官麗嘉。
- 1980年，新聞局與中華民國公共電視台籌備委員會一同籌辦公共電視台，由新聞局顧問張繼高擔任召集人。
- 1981年2月，新聞局增設綜合計畫處，國內宣傳處更名為國內新聞處，國際宣傳處更名為國際新聞處，視聽資料室擴編為視聽資料處。臺北市忠孝東路一段3號紅樓辦公空間不敷使用，新聞局大部分處室人員陸續租用臺北市青島東路5號紡織大樓、臺北市忠孝西路華僑大樓、臺北市許昌街壽德大樓及臺北市中山北路中央大樓等處辦公。
- 1984年2月，新聞局國內新聞處成立公共電視節目製播小組。
- 1985年2月，公共電視節目製播小組升格為新聞局局內獨立單位。
- 1985年8月1日，配合行政院院區辦公房舍改建，臺北市忠孝東路一段3號紅樓拆除，新聞局電影事業處、視聽資料處、公共電視節目製播小組、人事室及人事室第二辦公室（人二室）等單位暫時遷至租用之臺北市青島東路5號紡織大樓1至2樓。
- 1985年12月12日，新聞局在臺北市立美術館發表邀請美國政治漫畫家芮南·勞瑞創作的中華民國形象人物李表哥（Cousin Lee）。
- 1986年12月，公共電視節目製播小組被併入廣播電視事業發展基金，成為廣播電視事業發展基金公共電視節目製播組。
- 1987年9月1日，新聞局租用壽德大樓14至16樓，供原租用華僑大樓、紡織大樓及中央大樓之辦公單位搬入使用。

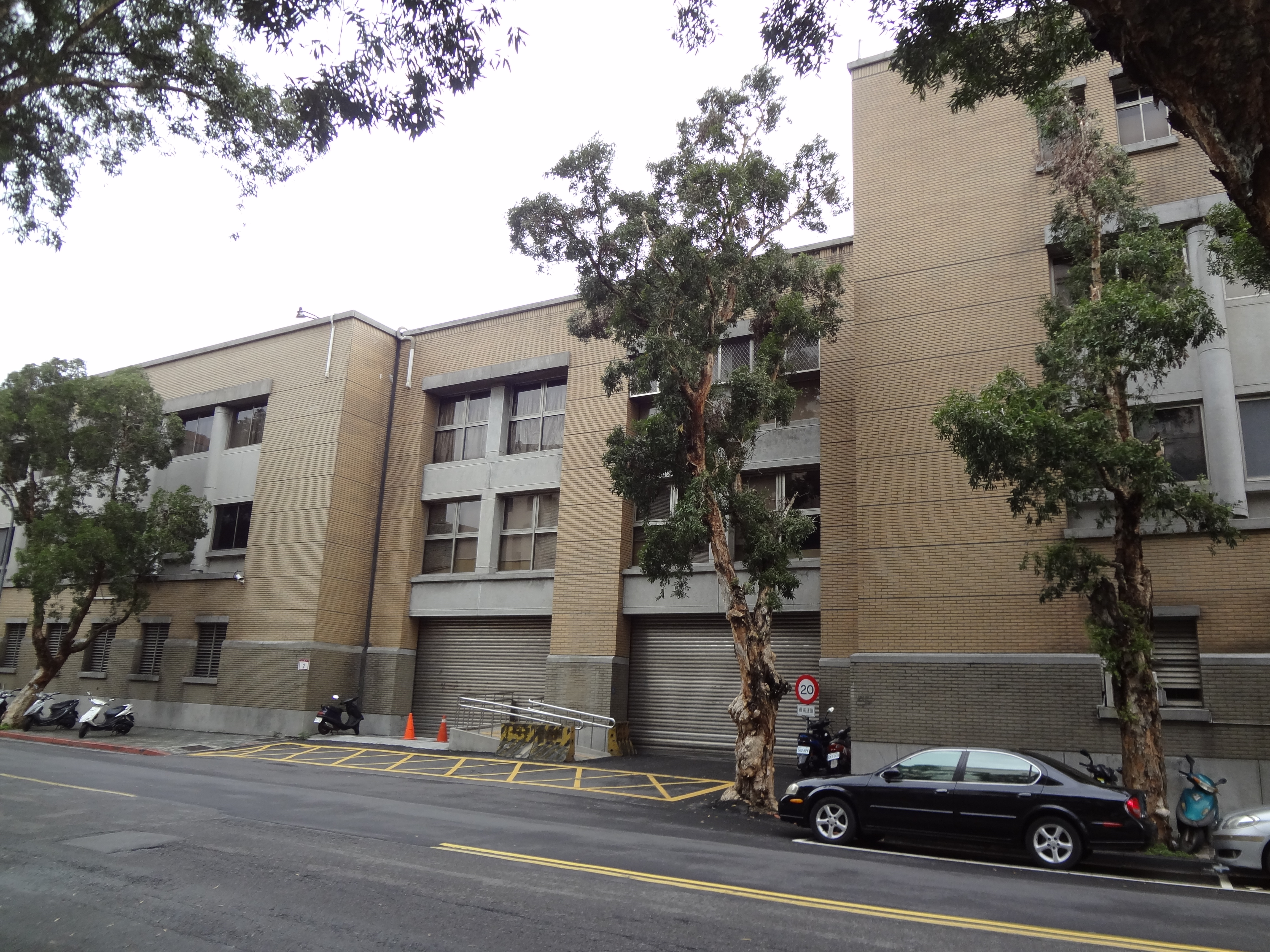
位於臺北市天津街的新聞局大樓

- 1988年，臺北市天津街2號新聞局大樓完工，A區與天津街平行，B區與北平東路平行，新聞局各單位自同年8月29日起分批遷入。1990年7月25日，新聞局最後一梯次自壽德大樓搬回的業務單位遷入新聞局大樓B區，從此新聞局各單位集中辦公，只有一直在外辦公的光華畫報雜誌社除外。
- 1996年5月23日，新聞局、臺灣電視公司、中國電視公司與中華電視公司共同成立中華民國關懷演藝人員基金會，每年辦理資深藝人的關懷[1][2]。
- 1997年5月2日，新聞局啟用官方網站。
- 1997年7月1日，新中國出版社移交青年日報社。
- 1999年7月1日，因精省作業裁撤的臺灣省政府新聞處改隸新聞局，成為新聞局中部辦公室，仍維持原有之督辦縣市地方新聞行政業務。10月31日，在行政院的批示下，臺灣電影文化公司結束營業，全部資產由新聞局接管。
- 2001年1月1日，新聞局錄影節目帶及代工鐳射唱片出口核驗業務及人員，移撥經濟部智慧財產局辦理。
- 2001年9月16日，中部辦公室更名為地方新聞處，新聞局組織乃成為9處5室的規模至裁撤時。
- 2001年12月31日，新聞局啟用「GIO」局徽，取代中央鑲中華民國國旗的秋海棠局徽。
- 2003年4月17日，行政院院長游錫堃視察地方時強調，裁撤新聞局是行政院既定政策，與新聞局委託研議評鑑媒體風波無關。同日晚間，行政院宣布，裁撤新聞局是既定政策，相關方案已於本月16日晚間的府院黨協調會議中達成共識並獲得總統陳水扁支持[3]。
- 2005年8月，新聞局引發電視頻道換照爭議。
- 2006年1月，《光華雜誌》改為《台灣光華雜誌》。
- 2006年2月22日，為因應科技匯流、跨業整合及全球化趨勢，廣播電視事業處改組為廣播電視產業輔導小組；同日，移轉傳播事業管理業務的國家通訊傳播委員會正式成立。11月15日，配合部分業務移撥國家通訊傳播委員會，並因應當前業務需要，裁撤廣播電視產業輔導小組，再度設置廣播電視事業處，該處共分為三科。
- 2009年4月10日，新聞局與臺灣電影產業共同籌辦兩岸電影交流委員會，並推舉李行導演擔任第一屆兩岸委員會主任委員，每年的兩岸電影展李行都親自與臺灣年輕導演及演員赴中國大陸交流[4][5][6]。
- 2010年7月26日，《自由時報》A5版報導，新聞局將遭裁併，「諷刺的是，考試院國家考試計畫公告明年九月仍將繼續舉辦國際新聞人員特考，依試務流程十二月將榜示該項考試第二試錄取人員名單；也就是說，剛被錄取者就得馬上面對報考服務單位『新聞局將不見了』的尷尬。」[7]同日，考選部發布新聞稿駁斥《自由時報》[8]。
- 2012年5月15日，新聞局舉辦「感恩‧道別—行政院新聞局惜別會」回顧局史，發表局史專書《璀璨65：行政院新聞局的人與事》。總統馬英九出席惜別會並致詞，指出新聞局職員之強項為素質高、反應快、具有比其它部會更強的國際觀[9]。
- 2012年5月18日晚間，新聞局大樓大門牆上「行政院新聞局」鑄字招牌及2面頗具歷史的銅字招牌拆除，銅字招牌移交國史館保存。
- 2012年5月20日，行政院新聞局改為「行政院發言人辦公室」，新聞局原本業務分別由外交部（國際新聞業務）及文化部（大眾媒體與影視產業業務）承接，發言人室僅留行政院的新聞發布工作。
- 2012年11月15日，行政院會議通過廢止《行政院新聞局組織條例》與《行政院新聞局駐外新聞機構組織通則》，將函請立法院廢止[10]。
- 2014年7月2日，行政院發言人辦公室改為「行政院新聞傳播處」。
- 2022年5月18日，總統令公布廢止《行政院新聞局組織條例》[11]與《行政院新聞局駐外新聞機構組織通則》[12]。

## 業務執掌
新聞局除了主理政府對外宣傳工作，還主管業務即為媒體產業。在1971年到2006年2月間，新聞局同時是全國大眾傳播事業的最高主管機關。由於新聞局負責政府對外宣務的工作，又是廣播、電視、電影、出版品等各式傳播媒體的監理單位，有「球員兼裁判」之虞，因而被長期批評為政府控制媒體的主要工具。國家通訊傳播委員會成立後，新聞局交出大眾傳播事業的管理權，改以扶持國內傳播媒體產業發展為主要工作。金馬獎、金鐘獎、金曲獎等出版事業獎項，即是新聞局為了鼓勵媒體事業發展而創辦；2005年起，新聞局固定於每年11月至12月間舉辦「台灣國際影視博覽會」，以促進台灣影視產業對外的交流與發展。
在國際宣傳方面，新聞局曾每年編印《中華民國年鑑》，並發行多種外文定期及不定期綜合性刊物，介紹台灣政經及社會發展現象，其中包括每週一至五發行之《今日台灣》（Taiwan Today）電子報英文版、日文版及法文版、《台灣評論》（Taiwan Review）英文月刊、《台灣光華雜誌》（Taiwan Panorama，原名《光華雜誌》（Sinorama），2006年1月改為今名）中英文月刊。《台灣評論》並同時發行西、德、法及俄文版；除法文以月刊發行外，餘皆以雙月刊方式發行。
由於以政府的公關、宣傳工作為主要業務，新聞局歷任局長多半為專精於外交事務的人才，如沈昌煥、錢復、丁懋時、胡志強、程建人、李大維、林佳龍皆有擔任外交部部長經歷；董顯光、沈劍虹出任過駐美大使，錢復、丁懋時、胡志強、程建人、李大維皆有擔任經歷駐美代表，因此新聞局與外交體系高度相關。

## 歷任局長
| 任次             | 姓名             | 肖像             | 就職時間         | 卸任時間         |
| 行政院新聞局局長 | 行政院新聞局局長 | 行政院新聞局局長 | 行政院新聞局局長 | 行政院新聞局局長 |
| ---------------- | ---------------- | ---------------- | ---------------- | ---------------- |
| 1                | 董顯光           |                  | 1947年5月        | 1948年12月       |
| 2                | 沈昌煥           |                  | 1948年12月       | 1949年1月        |
| 3                | 吳南如           |                  | 1954年1月        | 1956年2月        |
| 4                | 沈錡             |                  | 1956年2月        | 1961年7月        |
| 5                | 沈劍虹           |                  | 1961年7月        | 1966年11月       |
| 6                | 魏景蒙           |                  | 1966年11月       | 1972年6月        |
| 7                | 錢復             |                  | 1972年6月        | 1975年5月        |
| 8                | 丁懋時           |                  | 1975年5月        | 1979年1月        |
| 代理             | 宋楚瑜           |                  | 1979年1月        | 1979年6月        |
| 9                | 宋楚瑜           | 1979年6月        | 1984年9月        |                  |
| 10               | 張京育           |                  | 1984年9月        | 1987年4月        |
| 11               | 邵玉銘           |                  | 1987年4月        | 1991年9月        |
| 12               | 胡志強           |                  | 1991年9月        | 1996年6月10日    |
| 13               | 蘇起             |                  | 1996年6月10日    | 1997年5月15日    |
| 14               | 李大維           |                  | 1997年5月15日    | 1998年2月5日     |
| 15               | 程建人           |                  | 1998年2月5日     | 1999年11月30日   |
| 16               | 趙怡             |                  | 1999年11月30日   | 2000年5月20日    |
| 17               | 鍾琴             |                  | 2000年5月20日    | 2000年10月6日    |
| 18               | 蘇正平           |                  | 2000年10月6日    | 2002年2月1日     |
| 19               | 葉國興           |                  | 2002年2月1日     | 2003年7月1日     |
| 20               | 黃輝珍           |                  | 2003年7月1日     | 2004年5月20日    |
| 21               | 林佳龍           |                  | 2004年5月20日    | 2005年2月1日     |
| 22               | 姚文智           |                  | 2005年2月1日     | 2006年1月25日    |
| 23               | 鄭文燦           |                  | 2006年1月25日    | 2007年4月20日    |
| 代理             | 易榮宗           |                  | 2007年4月20日    | 2007年6月11日    |
| 24               | 謝志偉           |                  | 2007年6月11日    | 2008年5月20日    |
| 25               | 史亞平           |                  | 2008年5月20日    | 2008年12月31日   |
| 26               | 蘇俊賓           |                  | 2008年12月31日   | 2010年2月24日    |
| 27               | 江啟臣           |                  | 2010年2月24日    | 2011年5月1日     |
| 28               | 楊永明           |                  | 2011年5月2日     | 2012年5月19日    |

## 組織
- 局長
  - 副局長2人
    - 主任秘書

業務單位
- 國內新聞處（業務後由行政院發言人室承接）
- 地方新聞處（業務後由行政院發言人室承接）
- 國際新聞處（業務後由外交部國際傳播司接手）
- 出版事業處（簡稱「出版處」，業務後由文化部接手）
- 電影事業處（簡稱「電影處」，業務後由文化部接手）
- 廣播電視事業處（簡稱「廣電處」，業務後由文化部接手）
- 資料編譯處（簡稱「資編處」，業務後分別由外交部國際傳播司（簡稱國傳司）、外交部公眾事務協調會（簡稱公眾會，前為外交部新聞文化司）及行政院新聞傳播處（簡稱新傳處，前為行政院發言人辦公室）接手：原資編處第一科核心業務之刊物發行部份與第三科核心業務定期刊物與不定期文宣美術設計編輯業務，合併由國傳司美編發行科（又稱第七科）承接；原資編處第二科核心業務之英文「中華民國年鑑」（Yearbook）編印部份由新傳處資料編輯科承接，首長文稿英譯部份由公眾會英語翻譯科承接。原先與資編處三個業務科地位平行之各外文刊物：英文台灣評論（Taiwan Review）月刊、西文台灣今日（Taiwan Hoy）雙月刊、法文台灣今日月刊 (Taiwan Aujourd'hui，現停刊)、德文台灣今日雙月刊（Taiwan heute，現停刊）、俄文台灣評論（Тайваньская панорама，Taiwan Panorama，現停刊）雙月刊與英（Taiwan Today）、法（Taiwan Info）、西（Noticias de Taiwan）、德（Taiwan heute）、俄（Тайваньская панорама，Taiwan Panorama）、日文等版本今日台灣電子報改歸國傳司外文期刊科（又稱第八科）管轄；另原獨立運作但受資編處督導之台灣光華雜誌（Taiwan Panorama）亦於組改後由國傳司督導。）
- 視聽資料處（業務後由文化部接手）
- 綜合計畫處

內部單位
- 聯絡室
- 總務室
- 會計室
- 人事室
- 政風室
- 法規委員會
- 訴願審議委員會
- 資訊小組

駐外機構
- 在有外交關係之國家設新聞參事處或新聞專員處，在無外交關係之國家設新聞處或新聞分處。
  - 北美地區：駐華府新聞處、駐紐約新聞處、駐洛杉磯新聞處、駐芝加哥新聞處、駐休士頓新聞處、駐亞特蘭大新聞處、駐舊金山新聞處、駐波士頓新聞處、駐邁阿密新聞處、駐溫哥華新聞處、駐渥太華新聞處、駐多倫多新聞處。
  - 中南美地區：駐瓜地馬拉新聞參事處、駐巴拉圭新聞參事處、駐巴拿馬新聞參事處、駐多明尼加新聞參事處、駐薩爾瓦多新聞參事處、駐尼加拉瓜新聞參事處、駐宏都拉斯新聞參事處、駐巴西新聞處、駐墨西哥新聞處、駐阿根廷新聞處、駐智利新聞處、駐秘魯新聞處
  - 歐非地區：駐南非新聞處、駐柏林新聞處、駐慕尼黑新聞處、駐漢堡新聞處、駐法國新聞處、駐英國新聞處、駐荷蘭新聞處、駐丹麥新聞處、駐西班牙新聞處、駐奧地利新聞處、駐比利時新聞處、駐匈牙利新聞處、駐捷克新聞處、駐波蘭新聞處、駐義大利新聞處、駐瑞典新聞處
  - 亞太地區：駐日本新聞處、駐香港新聞處、駐以色列新聞處、駐菲律賓新聞處、駐泰國新聞處、駐印度新聞處、駐澳大利亞新聞處、駐紐西蘭新聞處、駐印尼新聞處、駐馬來西亞新聞處、駐新加坡新聞處、駐俄羅斯新聞處、駐韓國新聞處、駐杜拜新聞處

出版機構
- 中國出版公司
- 新中國出版社
- 光華畫報雜誌社
- 光華影片資料供應社
- 光華傳播事業總公司